# 陶德·弗雷澤
陶德·布萊恩·弗雷澤（英語：Todd Brian Frazier，1986年2月12日—），為美國職棒大聯盟的三壘手。他先前曾效力於紅人、白襪、洋基、遊騎兵、大都會與海盜等隊。他在2015年參加全壘打大賽並獲得冠軍。弗雷澤現為洋基隊YES電視網（YES Network）的賽事球評。

## 職業生涯

### 辛辛那提紅人
2007年大聯盟選秀，紅人隊以第一輪34順位選進了弗雷澤。7月11日，他以指定打擊的身分初登小聯盟。
在小聯盟打拚一陣子後，到了2011年，因為紅人隊將艾汀森·沃奎茲和Jordan Smith下放3A，弗雷澤因而升上大聯盟。5月23日，他以代打身分初登板，不過吞下三振。隔天他又回到3A，紅人將位置讓給另一名後援投手Carlos Fisher。
同年7月31日，弗雷澤擊出生涯首轟，而且苦主還是巨人王牌貝瑞·齊托。2012年5月16日，弗雷澤擊出雙響砲。一週後，他面對勇士隊擊出再見全壘打。
2012年11月5日，弗雷澤首獲球員票選獎 (Player Choice Award)。2014年7月6日，他與隊友強尼·奎托、阿羅魯迪斯·查普曼、Devin Mesoraco以及Alfredo Simón一同入選明星賽。該年他也參加了全壘打大賽，並請他的哥哥Charlie做為餵球投手，他一路闖到決賽，最終不敵約尼斯·塞佩達斯，拿下亞軍。
2015年2月8日，他與紅人簽下了2年1,200萬美元的合約。
2015年7月13日，弗雷澤再度挑戰全壘打大賽。他接連打敗普林斯·菲爾德、賈許·唐納森和賈克·彼得森拿下冠軍。他成為1990年的雷恩·桑柏格後，第一位在自己家鄉拿下全壘打大賽冠軍的球員。

### 芝加哥白襪
2015年12月16日，白襪紅人道奇進行三方交易。弗雷澤被交易至白襪隊。
2016年5月11日，他在三壘後方觀眾席做出一個精彩美技，但是也造成他臉部受傷，因此進入傷兵名單。
7月11日，弗雷澤第三度參加全壘打大賽。連三年闖到決賽，不過這回輸給「怪力男」賈恩卡洛·斯坦頓無緣衛冕。

### 紐約洋基
2016年年底結束，白襪進入重建期，先在2016年年底交易克里斯·塞爾。2017年7月18日，白襪將弗雷澤、湯米·坎利以及大衛·羅伯森交易至洋基隊，換來泰勒·克里帕德與三名小聯盟新秀。弗雷澤在加入洋基隊之前都是採用21號做為背號，但是洋基球迷不希望21號給保羅·歐尼爾以外的任何人使用，因此弗雷澤將背號改為29號。總計他2017年打擊率2成13，26轟77分打點。洋基隊打入季後賽時，弗雷澤不只會帶動球隊的氣氛，偶爾會在比賽中給予適時一擊，因此他很受洋基球迷的喜愛。

### 紐約大都會
2018年2月7日，弗雷澤與大都會簽下2年1,600萬美元的合約。
5月8日，他因為腿筋受傷進入傷兵名單。7月9日，他因為肋骨受傷再度進入傷兵名單。
2019年球季初，弗雷澤因為左斜肌受傷而進入傷兵名單。9月6日，他敲出生涯第1,000支安打。

### 德州遊騎兵
2020年1月15日，弗雷澤與遊騎兵簽下1年合約。

### 重回大都會
2020年8月31日，遊騎兵將弗雷澤交易至大都會，換來Ryder Ryan。他在10月28日成為自由球員。

### 匹茲堡海盜
2021年2月19日，弗雷澤和海盜隊簽下小聯盟約。3月26日，他選擇跳脫合約成為自由球員，不過他在4天後又與海盜重新簽約。並在4月22日被放進26人名單內，但他的打擊率只有0成86，因此他在5月10日遭到球隊放進讓渡名單內。

### 退休
2022年4月5日，弗雷澤決定宣布退休，結束9年大聯盟生涯。

## 個人生活
他有2個都在打職業棒球的哥哥，Jeff和Charlie。其中Jeff在2010年曾短暫升上大聯盟，Charlie則是在馬林魚隊小聯盟打了6年。
弗雷澤最喜歡的藝人是法蘭克·辛納屈，在進入打擊區前，他都會播放辛納屈的音樂。

## 外部連結
- 球員資訊和成績在MLB，ESPN，Baseball-Reference，Fangraphs（英文）